# Die Schwestern und der Fremde

Die Schwestern und der Fremde
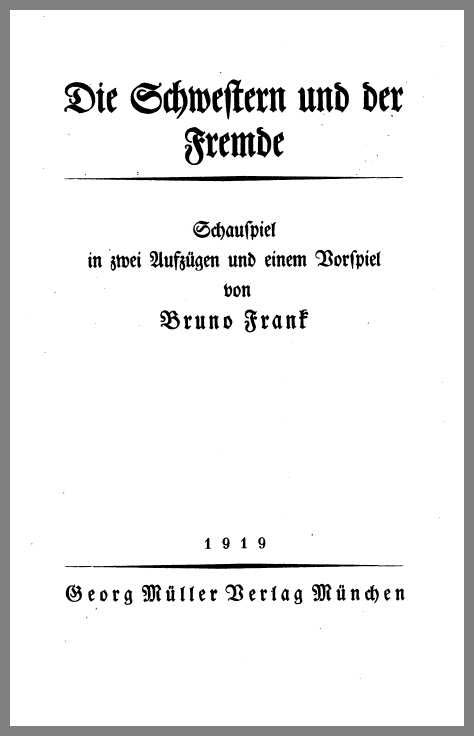

Die Schwestern und der Fremde. Schauspiel in zwei Aufzügen und einem Vorspiel ist das dritte Bühnenstück von Bruno Frank. Die Uraufführung fand unter der Regie von Otto Falckenberg während des Ersten Weltkriegs am 17. Dezember 1917 in den Münchner Kammerspielen statt. Die Berliner Erstaufführung fand am 30. April 1918 im Theater in der Königgrätzer Straße statt. Die Druckausgabe des Stücks erschien 1919 im Georg Müller Verlag in München.

## Übersicht
Rudolf verlobt sich aus Mitleid mit der todkranken Cordula, die er nicht liebt, und betreut sie in den letzten Monaten ihres Lebens. Nach ihrem Tod gesteht ihre Schwester Judith Rudolf ihre Liebe. Er jedoch bekennt, dass er unfähig zur Liebe und zu keiner Beziehung fähig sei.

## Handlung
Das handlungsarme Stück besteht überwiegend aus Dialogen. Zum Kehraus eines Ballabends treffen sich in einem munteren Vorspiel ein abgeklärter älterer Herr, zwei Scheuerfrauen und ein junges Paar, das sich erst vor ein paar Stunden kennen und lieben gelernt hat: Cordula Gallas und der Schriftsteller Rudolf Dorguth.
Frau von Gallas’ ältere Tochter Judith ist mit dem Syndikus Dr. Walther Hoffmeister verlobt. Er ist neidisch auf Rudolf Dorguth, der bei Frau von Gallas und ihren Töchtern sehr beliebt ist. Der streng bürgerliche Hoffmeister verspottet Rudolf, den „Fremden“. In einer heftigen Auseinandersetzung lässt er seinem Hass auf Rudolf unverhohlen freien Lauf, bis es zum Eklat kommt und Judith die Verlobung löst.
Cordula leidet an einem Bronchialleiden. Nicht aus Liebe, sondern aus Mitleid verlobt sich Rudolf mit ihr, die nicht mehr lange zu leben hat. Er begleitet sie zu einem Kuraufenthalt nach Arosa und betreut sie in den letzten Monaten ihres Lebens. Nach dem Tod ihrer Schwester bekennt Judith Rudolf ihre Liebe. Er weist sie zurück und gesteht, dass er ihre Schwester gar nicht geliebt habe, denn er sei unfähig zur Liebe. Resigniert gehen Cordula und Rudolf auseinander, und das Schauspiel endet auf leerer Bühne.

## Hintergrund

### Cordulas Krankheit
Cordula litt an einem Lungenleiden. Bruno Frank kannte aus eigener Anschauung die Tuberkulose und ihre tödliche Wirkung. 1911 hatte er sich in die Amerikanerin Emma Ley (1887–1912) verliebt, die sich mit ihrer Mutter auf einer Europareise befand. Die lungenkranke junge Frau musste sich im Dezember 1911 zur Kur in ein Waldsanatorium in Davos begeben, wo sie Frank öfter besuchte. Emma Ley starb nach mehreren Monaten im April 1912. Bruno Frank entäußerte sich seiner Trauer in dem Gedichtzyklus Requiem, der 1913 erschien.
Thomas Manns Frau Katia Mann hielt sich ab März 1912 zur Kurierung ihres Lungenspitzenkatarrhs in Davos in dem gleichen Sanatorium auf, wo Emma Ley im April 1912 starb. Katia Mann nahm Anteil an Franks Trauer und berichtete ihrem Mann über den Fall. Ihre Briefe dienten ihm als Quelle für seinen Roman Der Zauberberg. Fast zehn Jahre später redigierte Bruno Frank die französischen Passagen im Walpurgisnacht-Kapitel des Zauberbergs.

### Einfache Leute
Bruno Frank hatte ein Faible für die „einfachen Leute“. Ihn frappierte ihre Unverfälschtheit, im Unterschied zu höhergestellten Personen, die nicht immer gut wegkommen bei ihm.
In den Regieanweisungen zu Beginn des Stücks wird empfohlen, für die Nebenfiguren einen Dialekt wie Bayrisch oder Wienerisch zu verwenden, eine volkstümliche Sprache also, die von Herzen kommt. Im Vorspiel treten Scheuerfrauen zum Kehraus eines Ballabends auf und unterhalten sich in deftiger, klarer Sprache über Gott und die Welt.
Als einmal Judith zur Kellnerin Anna sagt: „Sie muß ich doch kennen?“, tadelt sie ihr Verlobter: „Kennen? Mußt du kennen? On ne connait pas la servante.“ und sie pariert: „So? Da darf ich dir ebenfalls ein französisches Wort zitieren: ‚Nur Herren aus gutem Hause unterhalten sich mit ihrem Diener.‘ Von Goncourt.“

### Lebemann
Rudolf Dorguth scheint Züge des Autors zu tragen. Auch Bruno Frank hatte einen unwiderstehlichen Charme, und schon „als Fünfzehnjähriger nahm er Frauen, wo immer er sie fand“, so sein Schulfreund Wilhelm Speyer. Vielleicht zweifelte auch der jüngere Bruno Frank an seiner Liebesfähigkeit, bis er mit 37 Jahren Liesl Massary heiratete.

## Rezeption
- Julius Bab zur Aufführung in Berlin, Die Weltbühne, 2. Mai 1918, S. 415–416:

„Wenn Bruno Frank […] auf irgendeinem Wege zu einer sichern Herrschaft über die Bühnenform erwächst, so können wir an diesem weltmännisch resignierten und doch menschlich warmen und sittlich fordernden Künstler etwas haben wie ein etwas mehr nördliches, etwas mehr männliches, etwas mehr aktives Widerspiel Arthur Schnitzlers.“
- Siegfried Jacobsohn zur Aufführung in Berlin, Die Weltbühne, 9. Mai 1918, S. 342:

„Es geschieht nicht viel. Ein krankes Mädchen blüht einem Manne zu und verwelkt garnicht erst, sondern geht gleich ein. Ihre gesunde Schwester möchte den Mann, unter dessen Zauber sie ihren korrekten Bräutigam verabschiedet hat, um alles gern von ihr erben, und da sie jung und schön ist, so denkt man, daß er nach einer Anstandsfrist sich schon von ihr erben lassen wird. […]“
„Das letzte Zehntel des letzten Aktes benutzt Rudolf Dorguth, um dem Fräulein Judith und uns zu erklären, was es mit seiner Persönlichkeit auf sich habe. Leergebrannt ist die Stätte, die bei andern Erdensöhnen von dem altmodischen Versatzstück des sogenannten Herzens ihre Reize bezieht. Dieser hier fühlt, hat immer gefühlt, daß er nicht fühlen kann, niemals können wird. Aus schlechtem Gewissen hat er die Rolle des guten Menschen übernommen, der er sich für die Kürze von Cordulas Lebensfaden gewachsen dünkt. Bei einer Beziehung zu der dauerhaftern Judith wäre Entlarvung unausbleiblich. Da vollzieht er sie lieber selbst und schreitet weiter seinen ‚einsamen Weg‘. […]“
„Die dramatische Unzulänglichkeit: hier wird sie Ereignis. Für diese Kunstform scheint Bruno Frank um einige Grade zu feminin. Er erzählt nur, er plaudert charmant von der Leidenschaft, abwechselnd ironisch und sentimental, aber im Hauptpunkt leider sentimental.“
- Bruno Franks Biograph Sascha Kirchner urteilte 2009 über das Stück:[6]

„Die autobiographischen Motive liegen auf der Hand: das ‚bürgerliche‘ Künstlertum als Lebensform, der Kuraufenthalt in der Schweiz – womöglich auch die Angst vor der Liebesunfähigkeit? Frank versuchte ein Seelendrama von existentieller Tiefe darzustellen, vermochte es aber am Ende nicht in eine bühnengerechte Form zu bringen. Es gelang ihm nicht, einen dramatischen Konflikt zu entwickeln. Er zielte allein auf die Selbstenthüllung des zuvor von beiden Schwestern vergötterten Rudolf als denjenigen, dem sein emotionaler Mangel schrecklich bewußt ist und der weiß, daß er seinem Schicksal nicht entkommen kann. […] Das Schauspiel endet auf der leeren Bühne: Judith hat sich erschrocken zurückgezogen, Rudolf ist resigniert davongegangen. […]“
„Nach dem Tod Cordulas wird das Stück im zweiten Aufzug zunehmend leblos. Die Hauptperson Rudolf, der sich selbst ‚Fremde‘, verflüchtigt sich in seiner selbstverleumderischen Rede zur Abstraktion. Darin liegt das ‚technische‘ Problem des Schauspiels, der Irrtum des Dramatikers, wie Jacobsohn überzeugend darlegte.“

## Druckausgabe
- Die Schwestern und der Fremde. Schauspiel in zwei Aufzügen und einem Vorspiel. Georg Müller, München 1918, Digitalisat.